# 시리즈 (야구)
시리즈(Series)는 야구에서의 더비 경기를 가리킨다. 과거 인터리그가 없었을 당시에는 내셔널 리그 팀과 아메리칸 리그 팀이 벌이는 경기는 공식적으로 월드 시리즈 밖에 없었고, 그렇기 때문에 같은 주 나 도시를 연고로하는 팀간의 경기가 매우 드물었으나 1997년 인터리그 시행 이후 같은 지역 내의 경기가 늘어났다.

## 메이저 리그

### 서브웨이 시리즈
과거 뉴욕 양키스와 뉴욕 자이언츠, 브루클린 다저스 간의 경기 때 세 팀의 홈구장이 지하철로 왕래 할 수 있을 정도로 가깝다는 데서 유래했다. 1958년뉴욕 자이언츠가 샌프란시스코로 이전한 뒤에 1962년 뉴욕 메츠가 창단했고 새로운 서브웨이 시리즈가 성립되었다.

### 프리웨이 시리즈
로스엔젤레스 다저스와 로스엔젤레스 에인절스간의 경기를 말한다. 양측 홈구장 사이에 5번 고속도로가 이어져 있고, 이 고속도로가 무료도로라서 프리웨이 시리즈라고 불린다.

### 베이브릿지 시리즈
샌프란시스코 자이언츠와 오클랜드 어슬레틱스간의 경기를 말한다. 샌프란시스코와 오클랜드는 샌프란시스코 만에 위치하고 있는 도시이며 양 도시는 베이 브릿지로 이어져 있다. 그로 인해서 베이브릿지 시리즈라고 불린다.

### 론스타 시리즈
텍사스 레인저스와 휴스턴 애스트로스는 둘다 텍사스주를 연고로 하는 팀이며, 텍사스 주의 별칭인 론스타를 시리즈 명칭에 붙였다.

### 윈디시티 시리즈
시카고를 연고로 하고 있는 시카고 컵스와 시카고 화이트삭스간의 경기는 바람이 많이 부는 시카고의 특징을 붙여 윈디시티 라고 불린다.

### I-70 시리즈
1985년 세인트루이스 카디널스와 캔자스시티 로열스가 맞붙은 월드 시리즈에서 유래했다. 두 도시는 미주리주 양 끝에 위치하고 있으며 이 두 사이가 70번 고속도로로 이어져 있기 때문에 I-70 시리즈로 불렸다. 미주리 전쟁이라고도 불리기도 했다.

### 오하이오 컵
오하이오주에 위치한 신시내티 레즈와 클리블랜드 인디언즈간의 경기를 말한다. 한국 국적의 추신수 선수가 오하이오 컵 최우수 선수에 선정되기도 했다.

### 시트러스 시리즈
감귤이 유명한 플로리다주의 특징을 살려 마이애미 말린스와 탬파베이 레이스 간의 경기는 그 명칭을 그대로 붙여 시트러스 시리즈라 불린다.

### 벨트웨이 시리즈
볼티모어 오리올스와 워싱턴 내셔널스간의 경기를 말한다.

## KBO 리그

### 현재 진행 중인 시리즈
- 잠실 라이벌 시리즈 (더그아웃 시리즈)

서울특별시를 연고로 함과 동시에, 잠실 야구장을 공동 홈 구장으로 쓰고 있는 두산 베어스와 LG 트윈스  간의 경기를 말한다. 홈 구장은 같되 더그아웃을 달리 나눠 쓴다 하여 더그아웃 시리즈로도 불린다. 특히, 1996년부터는 어린이날에 항상 잠실 라이벌 시리즈가 열리면서 어린이날 잠실 더비는 프로야구의 연례행사가 되고 있다.

키움 히어로즈도 서울특별시를 연고로 하고 있지만, 고척 스카이돔을 홈 구장으로 쓰고 있기 때문에 이 시리즈에는 포함되지 않는다.
- 지하철 경인 1호선 시리즈(부평역 환승 시리즈)

2016년부터 염경엽 감독의 팀이었던 키움 히어로즈와 SK 와이번스 간의 경기를 뜻한다. 키움 히어로즈의 구일역에 있는 고척스카이돔과 SK 와이번스의 연고지인 인천문학경기장 연고로 하는 라이벌이다. 양 구장으로 갈때 부평역에서 환승한다. 이 시리즈는 SSG 랜더스로 바뀌면서도 라이벌리가 이어지고 있다.
- 수도권 시리즈

서울특별시 두산 베어스, LG 트윈스, 키움 히어로즈, 인천광역시 SSG 랜더스, 경기도 수원시 KT 위즈의 수도권 경기를 말한다
- 지하철 시리즈 (경인선 시리즈)

서울특별시와 인천광역시를 잇는 지하철 1호선의 경인선 경부선 구간에서 유래된 경기로, 두산 베어스 및 LG 트윈스 (서울)와 SSG 랜더스(인천)간의 경기를 말한다. 키움 히어로즈와 LG, 두산, SSG 중 하나가 맞붙는 것과는 약간 다른 형식으로 이쪽은 순수하게 지하철로 이동하는 것이 가능하다.
- 지하철 시리즈 (수인선 시리즈)

인천광역시와 경기도 수원시를 잇는 수인선 철도에서 유래된 경기로, SK 와이번스(인천)와 현대 유니콘스(수원)의 경기를 말한다. 하지만 2007년 현대 유니콘스가 해체되고, 수원 연고팀이 사라지면서 시리즈가 잠시 폐지되었으나, kt 위즈의 창단에 따라 수인선 시리즈가 복구되었다.
- 지하철 시리즈 (분당선 시리즈)

서울특별시와 수원시를 잇는 분당선의 구간의 유래된 경기로, 두산 베어스 및 LG 트윈스와 KT 위즈(수원)간의 경기를 말한다 특정상 지하철역은 선릉역, 왕십리역, 선정릉역에서 환승이 가능하다.
- 지하철 서울 시리즈(노량진역, 신도림역, 시청역 환승 시리즈)

서울특별시의 잠실 야구장 (서울 지하철 2호선, 서울 지하철 9호선 종합운동장역)과 고척 스카이돔(수도권 전철 1호선 구일역)을 연고로 하고 있는 두산 베어스 또는 LG 트윈스와 키움 히어로즈의 경기를 말한다. 잠실 야구장에서 고척돔 야구장까지 1호선을 타고 도 갈 수 있는 지역적인 특성 덕에 일부에서는 진 지하철 시리즈라고 부른다. 또한 양 구장으로 갈때 노량진역, 신도림역, 시청역에서 환승한다.
- 지하철 수도권 1호선 시리즈

서울특별시와 수원시를 잇는 지하철 1호선의 구간의 유래된 경기로, 키움 히어로즈와 KT 위즈(수원)간의 경기를 말한다 특정상 지하철역은 구로역에서 환승이 가능하다.
- 엘롯라시코

스페인 프로축구리그 프리메라리가의 전통의 라이벌 더비 FC 바르셀로나와 레알 마드리드의 라이벌 더비인 엘클라시코에 빗댄 말. LG 트윈스와 롯데 자이언츠의 대결의 재미를 빗대어 나온 신조어다. 이 말에는 LG의 첫 글자 음인 '엘'과 롯데가 암흑기 시절(2001~2004) '꼴데'라고 불린 것을 차용해서 엘꼴라시코라고 부르기도 하며 언론에서는 언어 순화 차원에서 엘롯라시코라 부른다. 이 경기는 양 팀간 재미 있는 경기 양상과 엄청난 타격전으로 유명한데, 마치 거센 공격력으로 열을 올리는 엘클라시코와 비슷하다하여 말이 생겼다.
- 엘키라시코

서울 지하철 시리즈 중에서 특히 LG와 키움의 대결은 엘키라시코라고 불릴정도로 유명하다.  특히 2009년에는 프로야구 양팀 합계 최다득점(39점, LG 22:17 히어로즈) 신기록을 작성하였고, 한 점차의 치열한 승부도 간혹 벌어지면서 서울 신 라이벌 구도를 탄생시켰다. 엘꼴라시코와 마찬가지로  LG 트윈스와 키움 히어로즈의 대결을 엘 클라시코에 빗대었다. 특히 2009년에는 프로야구 양팀 합계 최다득점(39점, LG 22:17 히어로즈) 신기록을 작성하였고, 한 점차의 치열한 승부도 간혹 벌어지면서 서울 신 라이벌 구도를 탄생시켰다.
- 쓱키라시코

수도권 지하철 시리즈 중에서 SK-SSG와 키움의 대결은 슼키라시코 또는 쓱키라시코라고 불릴정도로 유명하다. 엘키라시코와 마찬가지로 LG 트윈스와 키움 히어로즈의 대결을 엘 클라시코에 빗대었다. 두팀은 전신 SK와 키움의 2018 포스트시즌 플레이오프부터 명승부 중의 명승부와 함께 라이벌 구도가 되었다. 2022년에는 SK를 인수한 SSG가 코리안시리즈에서 키움과 대결하기도 했다.
- 88 시리즈

영남 지역의 삼성 라이온즈(대구, 포항)와 KIA 타이거즈(광주,전주)간의 경기를 말한다. 두 팀은 전통의 라이벌이자 대구-광주 고속도로의 전신이었던 88 고속도로를 본딴 라이벌 구도다. 대구광역시와 광주광역시를 잇는 대구광주고속도로 유래되었다.
- 영남 클래식 시리즈

영남 지역을 연고로 하는 삼성 라이온즈(대구, 포항)와 롯데 자이언츠(부산, 울산)간의 경기를 말한다. 두 팀은 KBO 원년구단이며 모기업의 인수가 없는 영남의 전통적인 라이벌이다.
- 낙동강 시리즈

롯데 자이언츠(부산,울산)와 NC 다이노스(창원)간의 경기다. 롯데는 30년 넘은 부울경 전통의 최고인기팀이고 NC는 9번째 구단으로 창원(구 마산과 구 진해 포함)과 진주가 포함된 경남 연고의 신생팀이다. 공교롭게도 부산과 창원의 두 연고는 낙동강을 사이로 두고 하는 두 팀간의 경기다.
- 영남 시리즈

영남 지역을 양분하고 하는 롯데 자이언츠(부산, 울산)와 삼성 라이온즈(대구, 포항), NC 다이노스(창원)간의 경기를 말한다.
- 경전선 시리즈

부산광역시 경상남도 밀양시 창원시 광주광역시를 잇는 경전선 철도에서 유래된 경유노선 경기로 부전발 목포행 무궁화호 열차로 롯데 자이언츠(부산) NC 다이노스(창원) 기아 타이거즈(광주)간의 경기를 말한다.
- 경전선, 동해선 시리즈

부산광역시 경상남도 밀양시 창원시 울산광역시 경상북도 포항시를 잇는 경전선, 동해남부선철도에서 유래된 경유노선 경기로 포항발 순천행 무궁화호 열차로 롯데 자이언츠(부산, 울산) NC 다이노스(창원) 삼성 라이온즈(포항)간의 경기를 말한다.
- 영·호남 시리즈

영남 지역을 연고로 하는 롯데 자이언츠(부산, 울산), 삼성 라이온즈(대구, 포항), NC 다이노스(창원)와 호남 지역을 연고로 하는 KIA 타이거즈(광주)간의 경기를 말한다.
- 경부선 시리즈

서울특별시와 수원시, 대전광역시, 대구광역시, 부산광역시를 잇는 경부선 철도에서 유래된 경기로, 두산 베어스 및 LG 트윈스 (서울)와 KT 위즈(수원), 한화 이글스(대전), 삼성 라이온즈(대구), 롯데 자이언츠(부산)간의 경기를 말한다.
- 호남선 시리즈

호남지역을 관통하는 호남고속도로에서 유래된 경기로, 해태 타이거즈(광주)와 쌍방울 레이더스(전주)의 경기를 말한다. 하지만 1999년 쌍방울 레이더스가 해체되고, 전주 연고팀이 사라지면서 시리즈가 사라졌지만 호남선 철도와 호남고속도로 노선 경유시리즈는 한화 이글스(대전), 기아 타이거즈(광주)간의 경기를 말한다.
- 충북종단열차 시리즈

대전광역시 충청북도 청주시 대구광역시를 잇는 충북종단열차에서 유래된 경유노선 경기로 영주발 대전경유 동대구행 무궁화호 열차로 한화 이글스(청주, 대전) 삼성 라이온즈(대구)간의 경기를 말한다.
- 항도(港都) 시리즈

대형 항구를 보유하고 있는 해양도시끼리의 대결로, 부산광역시와 인천광역시를 연고로 하는 롯데 자이언츠(부산)와 SK 와이번스(인천) 간의 경기를 말한다. 2013년부터 NC 다이노스(창원)가 1군 리그에 진입한 뒤에는 항도 시리즈가 확장되었다. 또한 삼성 라이온즈(포항)도 있다.
- 도청 시리즈

창원을 연고로한 NC 다이노스와 수원 연고의 kt 위즈의 경기로 연고지가 광역시가 아닌 도청소재지가 연고인 두팀 간의 경기를 말한다. 또한 한화 이글스(청주, 춘천)도 있다.
- 전자 시리즈

지역 더비가 아닌 구단 모기업을 주제로 한 시리즈이다. 전자제품 업계 라이벌인 삼성 라이온즈(삼성전자)와 LG 트윈스(LG전자)간의 경기를 말한다. 심지어 두 팀은 농구에서 서울 삼성 썬더스와 창원 LG 세이커스에서도 치열한 전자업계 라이벌전을 치르고 있다.
- 유통 시리즈

지역 더비가 아닌 구단 모기업을 주제로 한 시리즈이다.  유통업계 라이벌인 SSG 랜더스(이마트, 신세계백화점)와 롯데 자이언츠(롯데마트, 롯데백화점)간의 경기를 말한다.
- 자동차 라이벌 시리즈

지역 더비가 아닌 구단 모기업을 주제로 한 시리즈다. 자동차제품 업계 라이벌인 삼성 라이온즈(삼성자동차)와 KIA 타이거즈(기아자동차)간의 경기를 말한다.
- 아파트 건설시리즈

지역 더비가 아닌 아파트 건설업체 기업 두산 베어스,(두산건설), 한화 이글스,(한화건설), 롯데 자이언츠,(롯데건설), SK 와이번스,(SK건설), 삼성라이온즈,(삼성물산)간의 경기를 말한다.
- 용호상박 시리즈

KIA 타이거즈와 SK 와이번스 간의 경기. 지역 더비도, 구단 모기업도 아닌 구단 마스코트를 주제로 한 시리즈이다.
- 단군 시리즈

두산 베어스와 KIA 타이거즈 간의 경기. 두팀의 마스코트가 단군설화에 나오는 곰, 호랑이를 주제로 한 시리즈이다.
- 싸대기 매치 및 굴삭기 시리즈

두산 베어스와 삼성 라이온즈 간의 경기. 두 팀이 서로 1승씩 주고받는특히 포스트시즌에서 많이 대결했다) 경기가 계속되자 붙여진 시리즈이며 굴삭기중에 두산굴삭기, 삼성굴삭기가 있는 시리즈이다. 장래에는 두산중공업이 굴삭기 사업이 매각되면 싸대기 매치로 명칭이 축소된다.
- 장택 시리즈

선수보다 유명한 구단주가 있는 키움 히어로즈와 NC 다이노스 간의 경기를 뜻한다. 선수들보다 유명한 키움 히어로즈의 구단주 이장석의 '장'과 NC 다이노스의 구단주인 김택진의 '택'을 만들어서 지어졌고, 모기업에 의존하지 않고 자체 수익을 만드는 자생형 구단간의 시리즈다.

### 사라진 시리즈
- 제과 라이벌 시리즈

지역 더비가 아닌 구단 모기업을 주제로 한 시리즈다. 제과 업계 라이벌인 해태 타이거즈(해태제과)와 롯데 자이언츠(롯데제과) 또는 빙그레 이글스(빙그레) 간의 경기를 말한다. 하지만 1993년 빙그레가 한화로 모기업을 바꾸고, 2001년 해태 타이거즈가 매각되면서 시리즈가 사라졌다.
- 재계 라이벌 시리즈

지역 더비가 아닌 구단 모기업을 주제로 한 시리즈다. 재계 라이벌인 삼성 라이온즈와 현대 유니콘스 간의 경기를 말한다.
하지만 2006년 현대가에서 지원을 중단함으로 극심한 재정난에 치닫게되었고 2007년 말, 결국 팀이 해체됨으로 시리즈가 사라졌다.
- 호남 시리즈

KIA 타이거즈와 히어로즈 간의 경기로 1군경기가 아닌 퓨처스 리그서 열리는 경기다.
KIA 타이거즈의 2군 연고지는 함평이고 넥센 히어로즈의 2군 연고지는 강진이라서 붙여진 시리즈다. 하지만 2014시즌 넥센 히어로즈 2군이 연고지를 경기도 화성시로 이전 하면서 시리즈가 사라졌다.
- 라면 시리즈

1980년대 중반 당시 청보 핀토스(청보식품)와 빙그레 이글스(빙그레) 간의 경기를 뜻하며, 빙그레와 청보가 공교롭게도 라면을 생산하고 있기 때문에, 1986년과 1987년 두 시즌에 걸쳐 맞대결을 펼쳐졌으나, 청보 핀토스의 모기업인 풍한방직의 재정난으로 인해 1988년 태평양 돌핀스로 이름이 바뀌었기 때문에 사라졌다.
- 달감독 시리즈

김경문 감독의 친정팀 두산 베어스와 당시 소속팀인 NC 다이노스 간의 경기를 뜻하며 2018년 시즌 중 김경문 감독이 경질하게 되면서 이 시리즈가 사라졌다.
- 미르 시리즈

NC 다이노스와 SK 와이번스 간의 경기. 지역 더비도, 구단 모기업도 아닌 구단 마스코트인 용을 주제로 한 시리즈다. 하지만 SK 와이번스가 마스코트가 기사로 디자인 변경했기 때문에 이 시리즈는 사라졌다.
- LTE 시리즈

LG 트윈스와 SK 와이번스 그리고 kt 위즈의 경기로 이동통신사를 모기업으로 하는 세팀과의 경기를 의미한다. SK 와이번스가 SSG 랜더스에 매각되며 2021년에 사라졌다.
- WBC (Wyverns and Bears Classic)

2000년대 후반에 1,2위를 다투던 두산 베어스와 SK 와이번스와의 대결을 의미한다.
- 생명, 증권 라이벌 시리즈

지역 더비가 아님 구단 모 생명보험 증권을 구제로 한 시리즈다 생명보험 업계 라이벌인 삼성 라이온즈(삼성생명),(삼성증권), 한화 이글스(한화생명),(한화증권)와 SK 와이번스(SK증권), 키움 히어로즈(키움증권)간의 경기를 말한다.

## 같이 보기
- 스포츠 라이벌전
- 더비 (축구)